# Jürgen Reinking
Jürgen Reinking (* 29. November 1940; † 14. Mai 2012) war ein deutscher Lehrer, Politiker (SPD) und Landrat.

## Leben
Bis zur politischen Wende in der DDR war Reinking in der Stadt Strausberg als Lehrer tätig. Nach der Wende wirkte er als Abgeordneter im Strausberger Stadtparlament. Dann war er in der Verwaltung des Kreises Strausberg beschäftigt und wurde später nach der Bildung des Großkreises Märkisch-Oderland stellvertretender Landrat von Gunter Fritsch. Fritsch wechselte 1997 als Minister für Ernährung, Landwirtschaft und Forsten des Landes Brandenburg in die Landesregierung. Nach seinem Weggang wirkte Reinking als Landrat und wurde 1998 im Amt bestätigt. Als Landrat amtierte Reinking von 1997 bis zu seiner Pensionierung im Jahr 2005 im Landkreis Märkisch-Oderland. Sein Nachfolger als Landrat Gernot Schmidt trat sein Amt am 1. Dezember 2005 an.
Reinking wurde auf dem evangelischen Friedhof Sankt Marien in Strausberg beigesetzt.